# Friday (band)
Friday (ook geschreven als FRIDAY) is een Nederlandse band uit Amsterdam, bestaande uit Koen Brouwer en Quinten Huigen. 

## Biografie
Koen Brouwer en Quinten Huigen ontmoetten elkaar in 2010 op het Amsterdamse conservatorium, maar op dat moment gingen ze nog hun eigen weg. In 2012 leerden de twee elkaar beter kennen. Ze raakten bevriend richtten een coverband op. De twee maakten muziek in een wegrestaurant aan de A2, en richtten een eigen productiehuis op. Ze schreven in die tijd al weleens samen nummers, maar die werden nooit uitgebracht. Brouwer toerde vooral rond met zijn eigen band, terwijl Huigen projecten deed met andere Nederlandse artiesten. In 2020 besloten Brouwer en Huigen definitief voor de muziek te gaan en een band te beginnen, genaamd Friday. De naam is volgens het duo ontleend aan hun motto: "Thank God it's Friday".

In het voorjaar van 2020 verscheen de eerste single, getiteld 21. De plaat werd meteen NPO Radio 2 TopSong en reikte tot de Tipparade. In de zomer van dat jaar verscheen de opvolger, Steal Away. Begin 2021 kwam daar het nummer All My Life bij. De liedjes zijn terug te vinden op de debuut-EP A Band Called, die in januari 2021 uitkwam.
Hun eerste album, 2 Degrees, verscheen in 2022.
Begin 2024 stapte de band van Warner Music Group over naar Universal Music Group en kwam daaruit de single Something About It voort. In het voorjaar van dat jaar bracht de band weer een nieuwe single uit, Room to Grow. Eind juni 2024 verscheen het nummer Last Forever. Dit werd hun tweede TopSong op NPO Radio 2.

## Discografie

### EP's
- A Band Called (2021)

### Studioalbums
- 2 Degrees (2022)

### Singles
- 21 (2020)
- Steal Away (2020)
- All My Life (2021)
- Something About It (2024)
- Room to Grow (2024)
- Last Forever (2024)

### Hitnoteringen
| Single met eventuele hitnotering(en) in de Nederlandse Top 40 | Datum van verschijnen | Datum van binnenkomst | Hoogste positie | Aantal weken | Opmerkingen |
| ------------------------------------------------------------- | --------------------- | --------------------- | --------------- | ------------ | ----------- |
| 21                                                            | 2020                  | 09-05-2020            | tip11           | 6            |             |